# Lasioglossum calophyllae
Lasioglossum calophyllae là một loài Hymenoptera trong họ Halictidae. Loài này được Rayment mô tả khoa học năm 1935.

## Hình ảnh

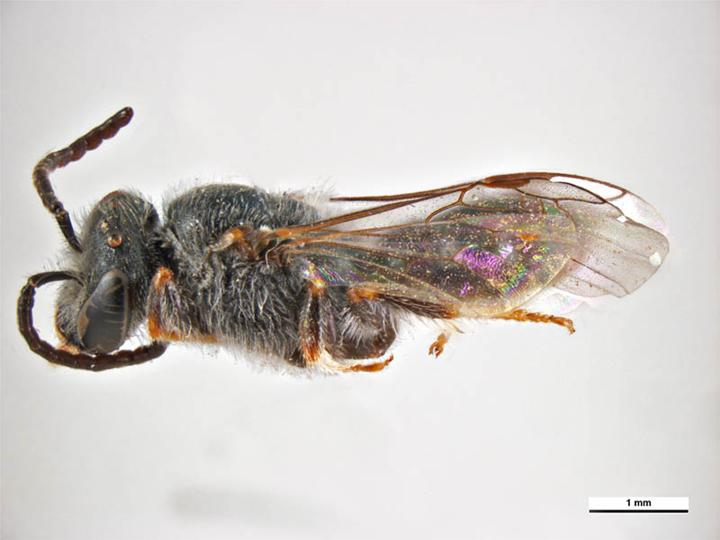